# Pinguicula moranensis
Pinguicula moranensis är en tätörtsväxtart som beskrevs av Carl Sigismund Kunth. Pinguicula moranensis ingår i släktet tätörter, och familjen tätörtsväxter. Utöver nominatformen finns också underarten P. m. neovolcanica.

## Bildgalleri

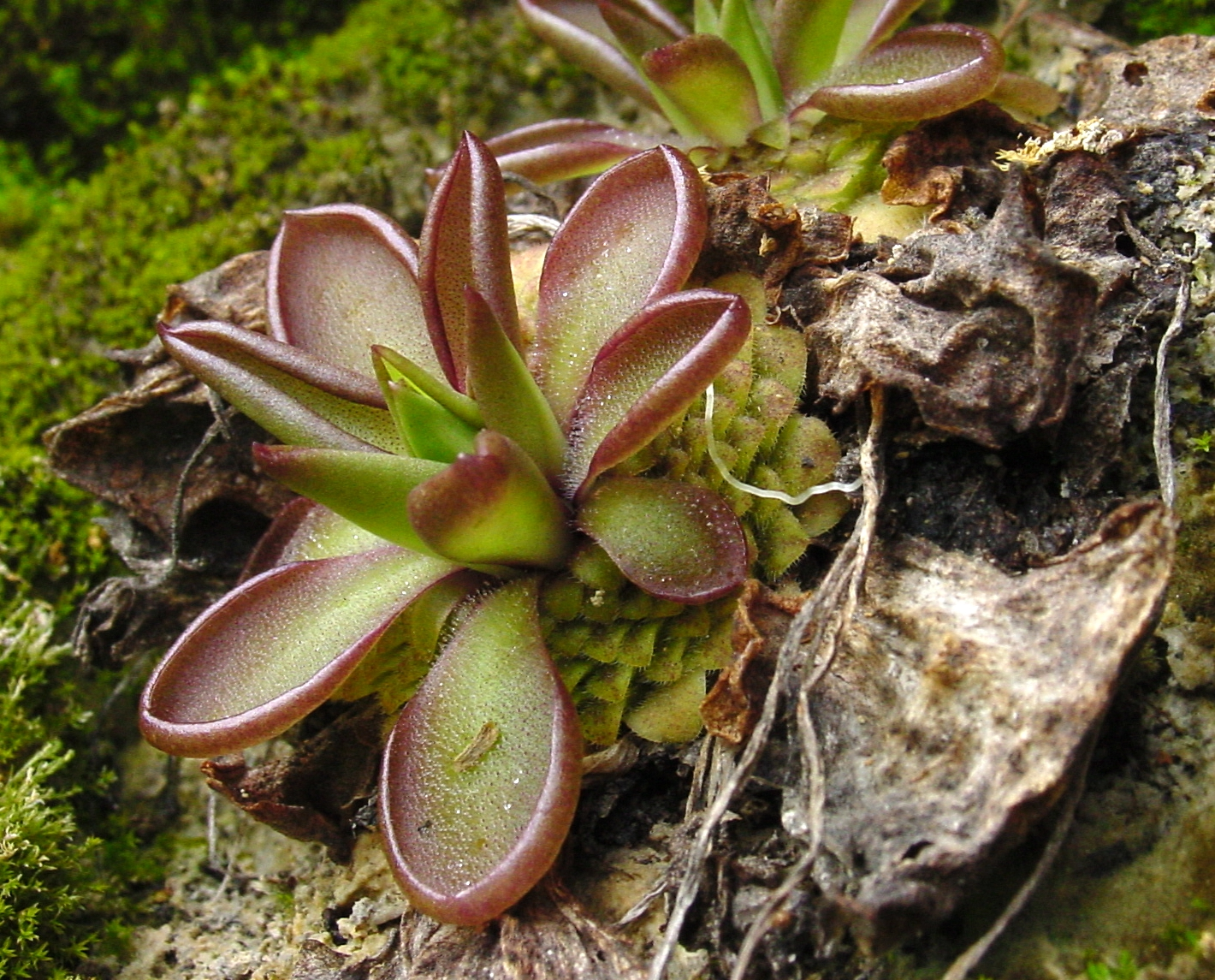
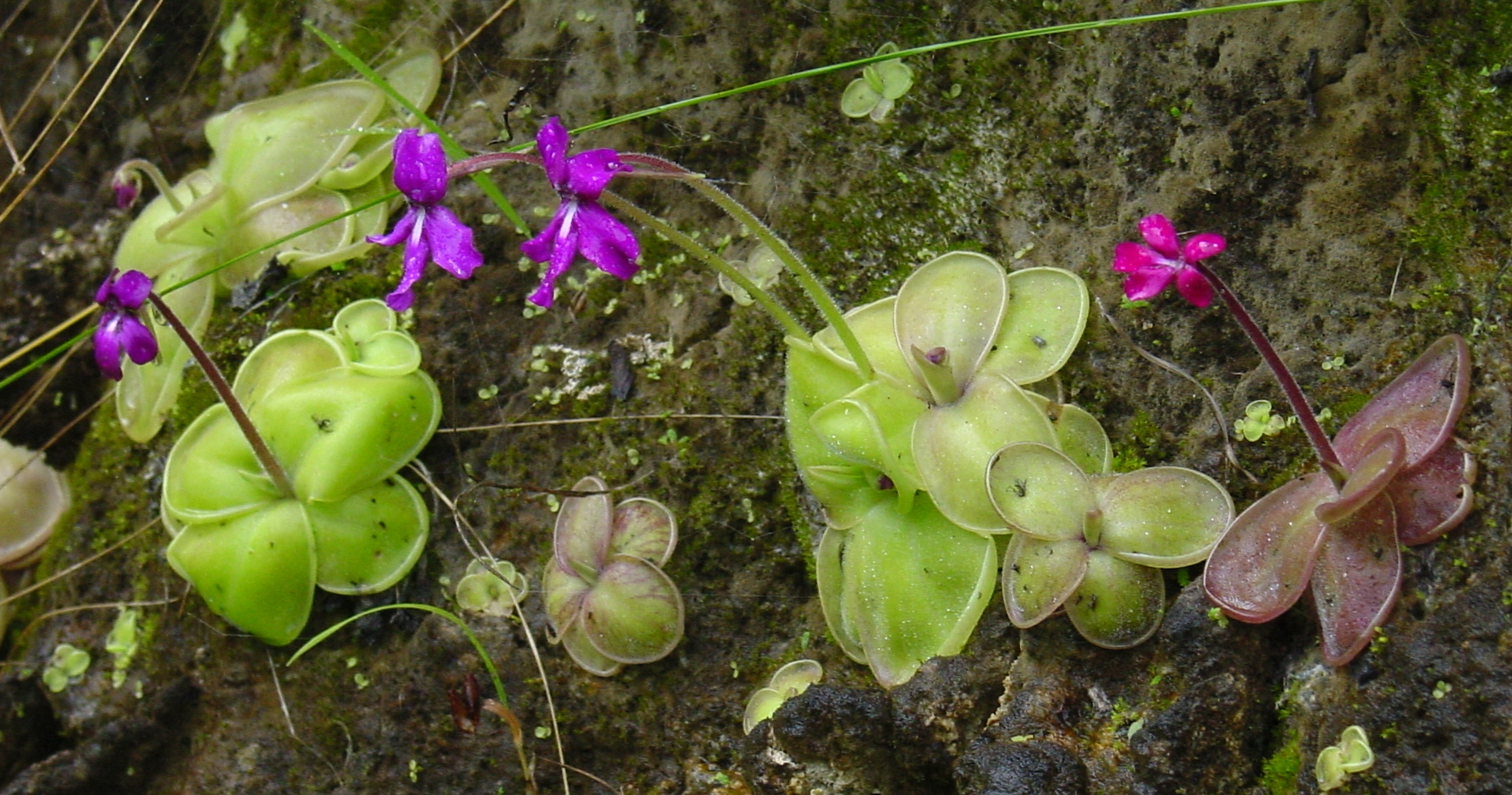
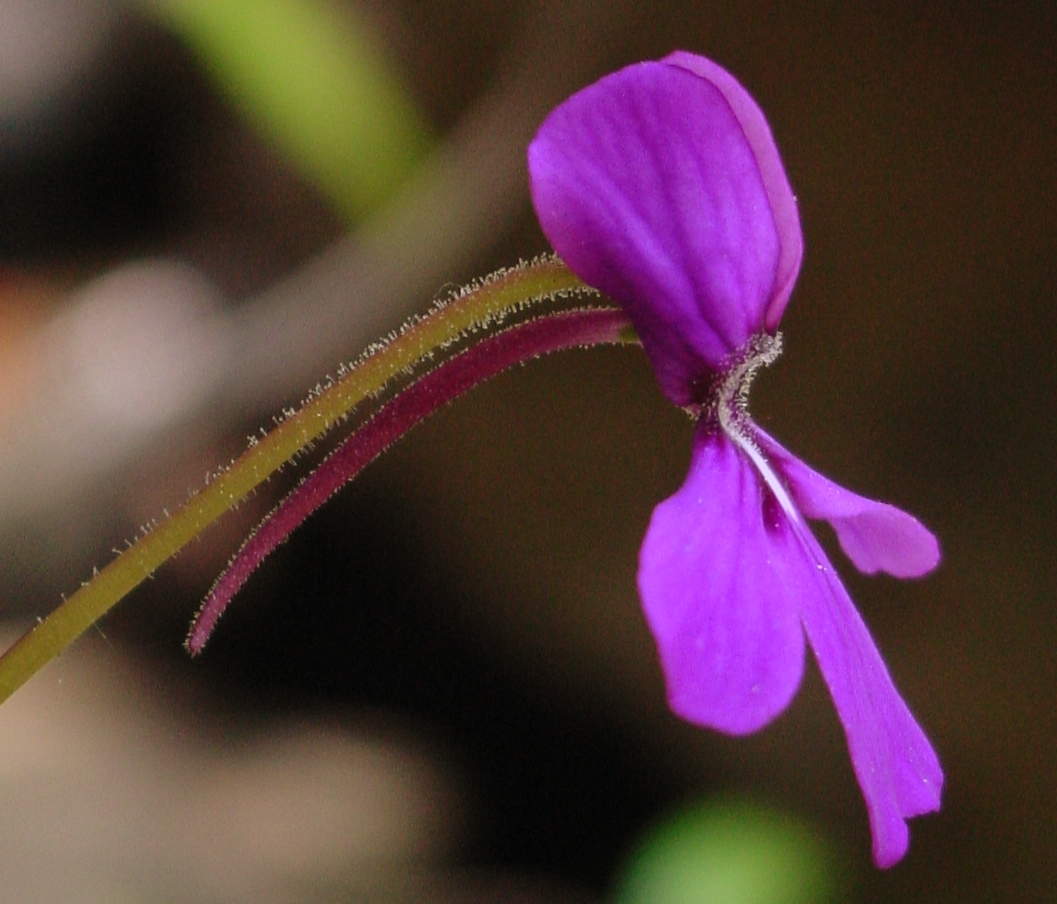
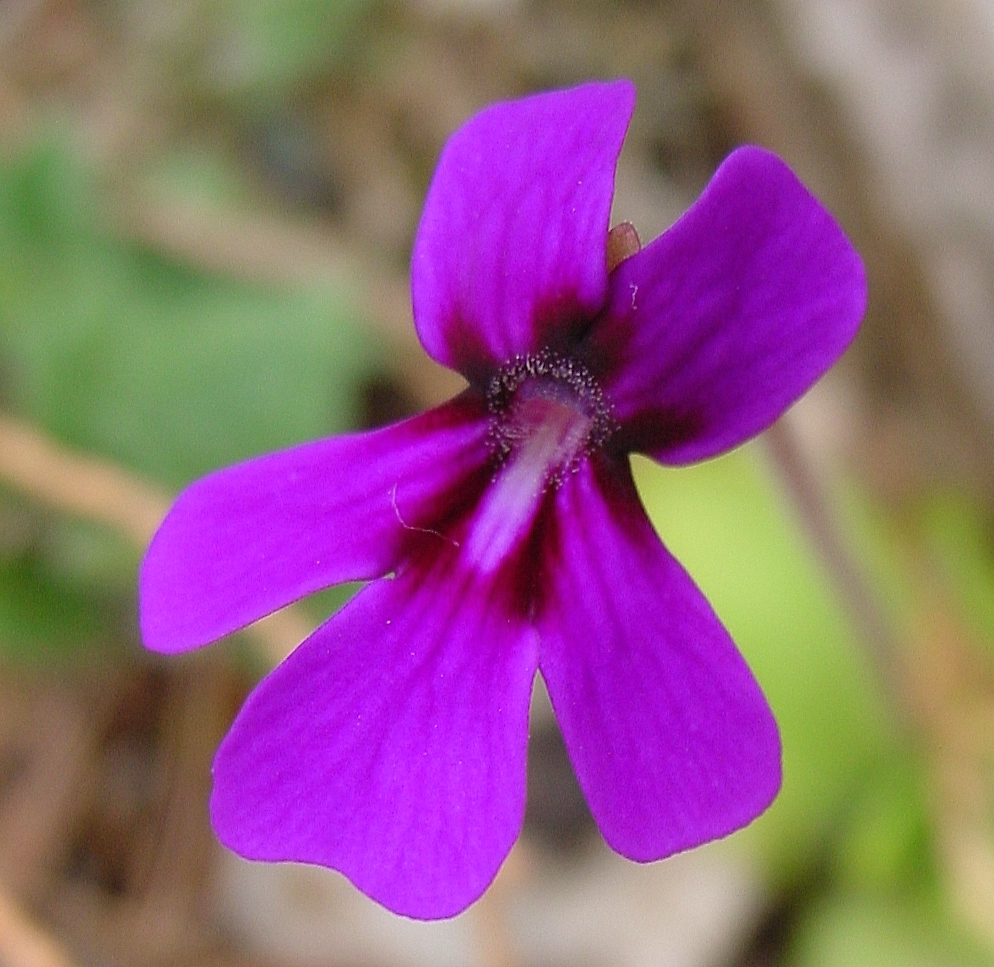
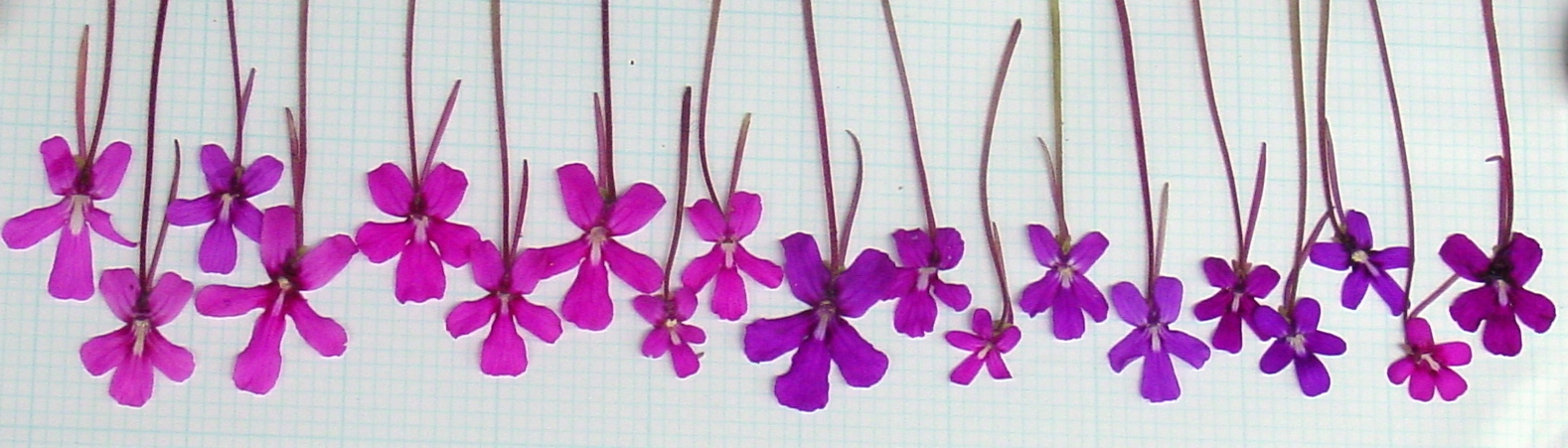